# Arsky (huyện)
Huyện Arsky (tiếng Nga: ? райо́н) là một huyện hành chính tự quản (raion), của Tatarstan, Nga. Huyện có diện tích 1896 km². Trung tâm của huyện đóng ở Arsk.